# مؤتمر القمة العالمي للابتكار في التعليم

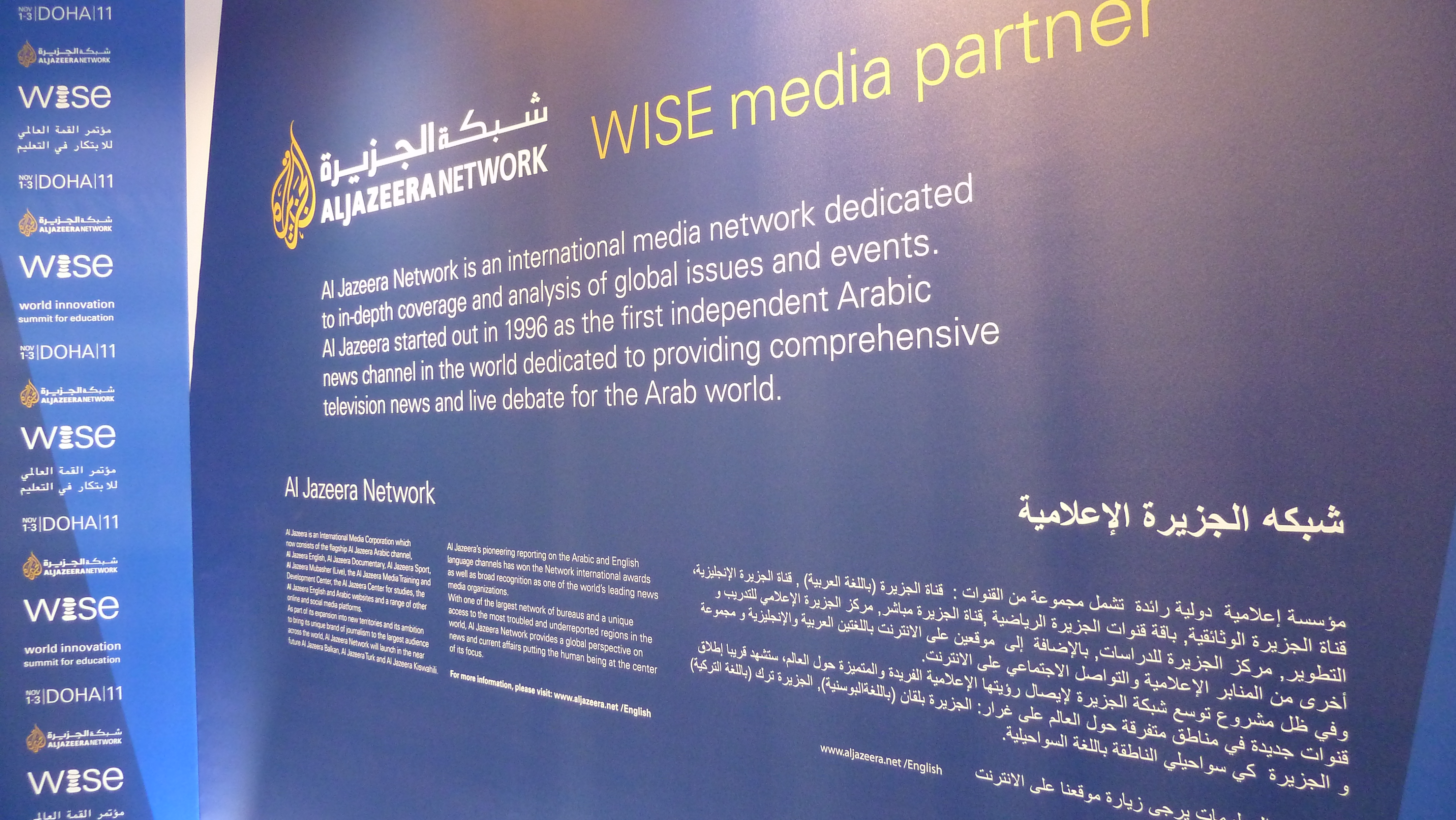
وايز، مؤتمر القمة العالمي للإبتكار في التعليم، الدوحة.

تمّ إطلاق مؤتمر القمة العالمي للابتكار في التعليم (وايز) في العام 2009 بمبادرة من مؤسسة قطر للتربية والعلوم وتنمية المجتمع. ويعد المؤتمر واحدا من أهم المنتديات العالمية التي تتناول الابتكار في التعليم، فهو يجمع حوالي 1000 شخصية  من ممارسين وأصحاب القرار وقادة الفكر من قطاعات مختلفة بالإضافة إلى مشاركة أكثر من مئة بلد. ويبحث مؤتمر القمة (وايز) كل عام في التحديات التعليمية الراهنة.

- عقدت أول قمة في الفترة من 16 إلى 18 نوفمبر 2009.
- عقدت القمة الثانية في الفترة من 7 إلى 9 ديسمبر 2010.
- عقدت النسخة الثالثة للمؤتمر في الفترة من 1 إلى 3 نوفمبر 2011، وتم منح أول جائزة وايز للتعليم وقدرها 500,000 دولار أمريكي إلى السيد فضل حسن عابد، مؤسس ورئيس مجلس إدارة مؤسسة "براك"، وهي مبادرة بدأت من بنغلادش بُغية تحسين معيشة أكثر من 10 ملايين إنسان من خلال التعليم في ثلاث قارات.[2]
- عقدت النسخة الرابعة للمؤتمر في الفترة من 13 إلى 15 نوفمبر 2012، وتم منح الجائزة للدكتور ماداف تشافان، المؤسس المشارك والرئيس التنفيذي لمؤسسة براثام، أكبر مؤسسة غير حكومية معنية بالتعليم في الهند، وذلك تقديرا لجهوده التي أدت إلى تمكين ملايين الناس من تعلم مهارات القراءة والكتابة بأدنى تكلفة ممكنة.[3]
- تعقد النسخة الخامسة للمؤتمر في الفترة من 29 إلى 31 أكتوبر 2013 (http://www.wise-qatar.org/wise-prize-education)

جيمي ويلز، مؤسس ويكيبيديا، كان من أهم المتحدثين في هذا الحدث السنوي الذي يعقد على مدى ثلاثة أيام في الدوحة، والذي يتم خلاله تكريم خريجي جامعات ومراكز مؤسسة قطر.

## مجتمع وايز
يتألف مجتمع وايز من أكثر من تسعة ألاف عضو ناشط في 152 بلد، وهم يبحثون معاً عن حلول جديدة للتحديات التي تواجه النظام التعليمي من خلال تشجيعنا على مواجهة التحديات التي تعترض العالم.

## برامج مؤتمر (وايز)
وايز هو أكثر من مجرد قمة سنوية. فالمبادرة هي تحفيز على العمل وهي تسعى إلى رفع المستوى التعليمي من خلال عدد كبير ومتزايد من البرامج الدورية السنوية التي أُطلقت منذ العام 2009.
تقوم جوائز وايز سنويا بتحديد وترويج ستة مشاريع تعليمية تكون قد تركت أثراً تحويلياً على المجتمعات. فمنذ عام 2009، تمّ تقدير أربع وعشرين مشروعاً من مختلف القطاعات والأماكن وهي تمثل موارد متقدمة جداً من الخبرة ومن الممارسات التعليمية المهمة. وفي العام 2012، ستخصص إحدى هذه الجوائز إلى مشروع يكون قد قدّم أفضل ابتكار في مجال التعليم الابتدائي. وهذا ما يظهر مدى التزام صاحبة السموّ الشيخة موزا بنت ناصر بالهدف الثاني لألفية التنمية التي أطلقتها الأمم المتحدة حول تعميم التعليم الابتدائي. تحصد المشاريع الفائزة رؤية عالمية وتنال جائزة مالية قدرها 000 20 دولار أمريكي.
يجلب برنامج آراء المتعلمين لوايز وجهات نظر الطلبة حول مسألة إعادة التفكير في التعليم. فهو يعمل على بناء اتصلاتهم وقيام مشاريع وقيادة المهارات من أجل التأكد من أن صانعي القرار سيسمعون كافة أرائهم المهمة، وهم على استعداد لتولي أدوار قيادية في مجال عملهم أو في عالم التعليم.
عالم التعلم هو برنامج تلفزيوني أسبوعي يتناول مجال التعليم، وقد تمّ تطويره بالتعاون مع قناة يورونيوز التي تبثه 16 مرة في الأسبوع في 11 لغة أمام مستمعين يبلغ عددهم 330 مليون شخصاً في 155 بلد. بدأ بث هذا البرنامج في العام 2010 وهو يتناول موضوعين أو ثلاثة لها علاقة بالتعليم مأخوذة من كافة العالم هدفها المفاجأة والمعرفة والتسلية.

## جوائز مؤتمر (وايز)
تقوم جوائز (وايز) منذ عام 2009 باكتشاف واستعراض ودعم المشاريع التعليمية المبتكرة في جميع أنحاء العالم.
وحتى اليوم، تم استلام أكثر من 2000 طلب من 136 دولة، نتج عنها اختيار 24 مشروعاً فائزاً، و136 مشروعاً متأهلاً للمرحلة النهائية (بما في ذلك المشاريع الـ14 الحالية لعام 2013).
وكانت المشاريع الفائزة بالجوائز من البرازيل وتشيلي وكولومبيا والدانمرك وغانا والهند والمغرب ونيجيريا وباكستان والباراغواي وجنوب أفريقيا وتركيا والمملكة المتحدة والولايات المتحدة الأمريكية.
وتساهم هذه المش تدريجياً في بناء مجتمع متنوع وملهم من المبدعين في مجال التعليم يكون له تأثير إيجابي متزايد على التعليم محلياً ودولياً.

## الشركاء والراعون
تعمل مؤسسة قطر بالشراكة مع مؤسسات دولية تُعنى بالقضايا التعليمية على الصعيد العالمي، ويرتبط هؤلاء الشركاء ارتباطا وثيقا مع حدث مؤتمر القمة للابتكار في التعليم، ويتعاونون على وضع تصوّر شامل لعقد جلسات وورش عمل ذات مستوى مميّز وجودة عالية، هذا بالإضافة إلى دورهم في دعم هذه المبادرة الضخمة بتوظيف شبكة اتصالاتهم الدولية ومحيط علاقاتهم الدولية. ويتم كذلك دعم هذا المؤتمر من قبل راعين دوليين أساسيين.
```
الشركاء:
```

- الوكالة الجامعية الفرانكوفونية AUF
- رابطة جامعات الكومنولث ACU
- معهد التعليم الدولي
- منظمة الأمم المتحدة للتربية والعلم والثقافة (يونسكو)
- معهد راند للسياسات
- الاتحاد الدولي لرؤساء الجامعات

```
الراعون المميزون:
```

- قطر للبترول
- إكسون موبيل
- مجموعة سانتاندير

```
الراعون:
```

- Pearson
- مناظرات الدوحة
- جامعة قطر
- جامعة حمد بن خليفة

## وصلات خارجية
موقع مؤسسة قطر